# Braustolz
Braustolz ist seit 1954 eine Biermarke und eine ehemalige Brauerei aus der sächsischen Stadt Chemnitz. Das Bier der Biermarke Braustolz wird inzwischen in der Sternquell-Brauerei in Plauen gebraut.

## Geschichte

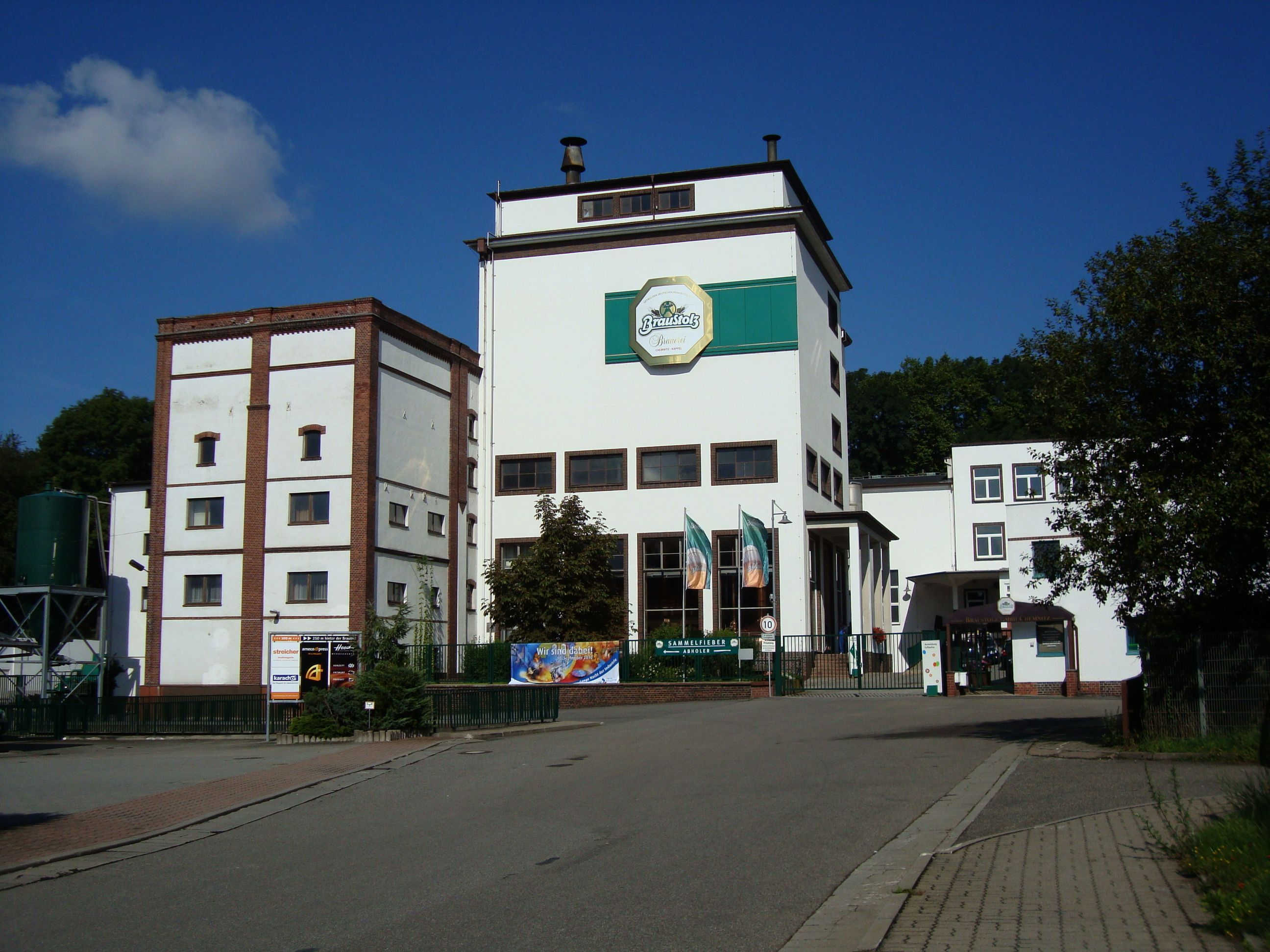
Ehemaliger Brauereikomplex Am Feldschlößchen 18 in Chemnitz.

Die Bierbrauerei in Kappel hatte ihren Ursprung 1868, als F. A. Kupfer, in Altendorf ansässiger Landwirt und Ziegeleibetreiber begann, das erste Bier aus eigener Brauerei auszuliefern. Die Chemnitzer Feldschlößchenbrauerei „Böttger & Co“ wurde am 1. Februar 1889 in eine Aktiengesellschaft umgewandelt, ab 1900 firmierte sie als „Feldschlößchen-Brauerei Aktiengesellschaft zu Chemnitz-Kappel“. Im Jahr  1899 wurden über 25.000 Hektoliter Bier gebraut. Für 1999 wurde eine Jahresproduktion von 160.000 Hektoliter in fünf Biersorten angegeben.
1991 wurde die Brauerei durch die Kulmbacher Gruppe übernommen. Diese verlagerte die Produktion 2017 in die Sternquell-Brauerei im Gewerbegebiet Plauen-Neuensalz, der Traditionsstandort in Chemnitz wurde geschlossen. Zuletzt wurden hier 28 Millionen Flaschen Bier gebraut.
Die Brauereigebäude in der Straße „Am Feldschlößchen“, heute im Stadtteil Chemnitz-Altendorf liegend, wurden inzwischen unter Denkmalschutz gestellt. Auf dem Gelände sollen bis 2025 120 Wohnungen und vereinzelte Gewerbeflächen entstehen. Das über 100 Jahre alte Sudhaus samt Braukessel, Mälzerei und Abfüllanlage bleibt bestehen und soll künftig als Veranstaltungsort dienen.